# フォックスキャッチャー
『フォックスキャッチャー』（原題：Foxcatcher）は、2014年のアメリカ合衆国の伝記映画。1996年に起きたデイヴ・シュルツ殺害事件を題材にしている。監督はベネット・ミラー、主演はスティーヴ・カレルとチャニング・テイタムが務める。
本作は2014年5月に開催された第67回カンヌ国際映画祭のコンペティション部門に出品され、ベネット・ミラーが監督賞を受賞した。

## あらすじ
1984年のロサンゼルスオリンピックのレスリングで金メダルを獲得したマーク・シュルツは、デュポン財閥の御曹司であるジョン・デュポン自ら率いるレスリングチーム結成プロジェクトの「フォックスキャッチャー」に来ないかという誘いを受ける。最新の設備が整ったトレーニング場を持つチームに入れることを喜んだマークはその申し出を受けてしまう。しかし、ジョン・デュポンは統合失調症を患っていた。
ソウル五輪に向けて精鋭チームを率いるマーク。デュポンは、自分が指導者としてオリンピックのコーチ席に入ることに固執した。マークの兄で、優秀なコーチでもある金メダリストのデイヴを呼び寄せるデュポン。兄が来たために立場を失ったマークは、精神的に不安定になっていった。
全米レスリング協会に多額の寄付をし、フォックスキャッチャーを五輪代表チームの公式練習場として認めさせるデュポン。優秀な選手をフォックスキャッチャーに呼び集めるデイヴ。しかし、デイヴは内心ではデュポンが自分の上に立つコーチだとは認めていなかった。
ソウル五輪でマークは敗退し、フォックスキャッチャーを去った。デュポンはコーチとして全くデイヴに及ばなかった。デイヴはその後もデュポンのもとでコーチを続けたが、ある冬の日、妻の目の前でデュポンに射殺された。逮捕されたデュポンは2010年に獄中で病死した。

## キャスト
※括弧内は日本語吹替
- ジョン・デュポン - スティーヴ・カレル（飛田展男）

大富豪の篤志家、レスリングの熱狂的なファン。演じるカレルは特殊メイクを施してデュポンそっくりに演じている。
- マーク・シュルツ - チャニング・テイタム（山崎健太郎）

レスリングの金メダリスト。
- デイヴ・シュルツ（英語版） - マーク・ラファロ（樫井笙人）

マークの兄で、レスリングの金メダリスト。
- ジーン・デュポン - ヴァネッサ・レッドグレイヴ（宮沢きよこ）

ジョンの母親。
- ナンシー・シュルツ - シエナ・ミラー（山根舞）

デイヴの妻。
- ジャック - アンソニー・マイケル・ホール（野川雅史）

デュポンのアシスタント。
- ヘンリー・ベック - ガイ・ボイド（英語版）
- フレッド・コール - ブレット・ライス（英語版）
- ダニエル・シュルツ - サマラ・リー
- アレクサンダー・シュルツ - ジャクソン・フレイザー
- ロージー - ジェーン・モーダー
- ロバート・ガルシア - ダニエル・ヒルト

## 製作
ベネット・ミラーは2007年より本作の映画化を模索し始めた。ミーガン・エリソンが自身の経営するアンナプルナ・ピクチャーズを通して、資金を提供した。そして、ミラー、エリソン、ジョン・キリク、アンソニー・ブレグマンの4人が製作を務めることになった。コロンビア ピクチャーズも本作に資金を提供し、配給権を得ていたが、同じくソニー傘下のソニー・ピクチャーズ クラシックスが配給を担当することになった。この変更はミーガン・エリソンの希望によるものであった。
2012年10月15日よりペンシルベニア州ピッツバーグのメトロポリタン・エリアで本作の撮影が始まり、2013年1月に終了した。。
ペンシルベニア州のニュータウン・スクエアにあった1922デュポン・マンション（ジョンはリスター・ホールと名付け、フォックスキャッチャーの本拠地としても使用された。）は宅地開発業者に売られてしまい、2013年1月に取り壊された。そのため、本作の撮影にはバージニア州リーズバーグにあるデュポン・マンションに似た外装の邸宅、モーヴェン・パークが使われた。また、ペンシルヴェニア州スイークリー・ハイツ1899にある邸宅、ウェルペン・ホールが、フィラデルフィアのデュポンの邸宅の代わりに屋内の撮影に用いられた。 
チャニング・テイタムはマーク・シュルツを演じたことに対して、「今まで演じた役の中で一番難しい役だった。」と述べている。

## 公開
当初、本作の公開日は2013年12月20日の予定だった。しかし、ソニー・ピクチャーズ クラシックスによると、本作の仕上げに時間をかける必要があったため、公開日が延期になったという。2014年5月、本作は第67回カンヌ国際映画祭のコンペティション部門に出品され、パルム・ドールを争ったが、ベネット・ミラーの監督賞受賞という結果に終わった。2014年の後半に開催されるテルライド映画祭、トロント国際映画祭、ニューヨーク映画祭、バンクーバー国際映画祭、ニューヨーク映画祭で相次いで上映された。2014年11月14日には、北米で限定公開された。2015年1月より徐々に公開規模を拡大していくと発表されている。

## 興行収入
2014年11月14日に全米6館で公開され、27万877ドル（1館当たり45146ドル）を稼ぎ出した。 

## 評価
本作は批評家から高い評価を受けている。特に、スティーヴ・カレル、チャニング・テイタム、マーク・ラファロの演技に対する評価は高い。映画批評集積サイトRotten Tomatoesには203件のレビューがあり、批評家支持率は88%、平均点は10点満点で7.3点となっている。サイト側による批評家の意見の要約は「実際の事件を冷徹に描き切った犯罪ドラマである。『フォックスキャッチャー』はスティーヴ・カレル、チャニング・テイタム、マーク・ラファロの3人に活躍の場を与えた。そして、この3人は見事な演技でそれに応えた。」となっている。また、Metacriticには40件のレビューがあり、加重平均値は83/100となっている。
バラエティのジャスティン・チャンは「スティーヴ・カレル、チャニング・テイタム、マーク・ラファロはベネット・ミラー監督の不穏な雰囲気が漂うクライム・ドラマで見事な演技をしている。」と述べている。インディワイアーのエリック・コーンはカレルとテイタムの演技に最大級の賛辞を送っている。アイリッシュ・タイムスのドナルド・クラークは「ミラーは好調である。サイコパスとオリンピック・レスリングという頽廃とは無縁の領域で起きたモラルの衰微を鮮やかに描き出した。」との評している。ハリウッド・リポーターのトッド・マッカーシーはカレルの演技を「キャリアの転換点となる演技」と絶賛している。

### マーク・シュルツからの批判
マーク・シュルツの映画への反応は、個人的な内容を扱っていることから変化していった。シュルツは制作期間中は全般的に映画を支持し、コンサルタントを務めていた。ある時点で、批評家がマーク・シュルツとデュポンとの関係の描写が「同性愛を示唆している」と指摘していることを知って怒り、ベネット・ミラーを批判した。そして、シュルツはミラーが問題に対処しなければ「自分が対処する」と述べた 。シュルツは「フォックスキャッチャーのシーンは（２，３の例外を除き）自分の本から大部分取られたものである。しかし人間関係や人格は完全なフィクションである。」と述べた。数週間、これらのコメントの後に、シュルツは批判を撤回し、「『フォックスキャッチャー』は奇跡だ。嫌ったことは間違いだった。大好きな映画だ」と延べ、ミラーに謝罪した。

## 受賞
| 賞                                                       | 部門                            | 対象者                                                     | 結果       | 出典          |
| -------------------------------------------------------- | ------------------------------- | ---------------------------------------------------------- | ---------- | ------------- |
| 第67回カンヌ国際映画祭                                   | パルム・ドール                  | ベネット・ミラー                                           | ノミネート | [ 30 ]        |
| 第67回カンヌ国際映画祭                                   | 監督賞                          | ベネット・ミラー                                           | 受賞       | [ 31 ] [ 32 ] |
| インターナショナル・シネフィル・ソサイエティー・アワーズ | 俳優賞                          | チャニング・テイタム                                       | 受賞       | [ 33 ]        |
| 第18回ハリウッド映画賞                                   | アンサンブル演技賞              |                                                            | 受賞       | [ 34 ]        |
| 第24回ゴッサム・インディペンデント映画賞                 | 特別賞                          | スティーヴ・カレル、マーク・ラファロ、チャニング・テイタム | 受賞       | [ 35 ]        |
| 第30回インディペンデント・スピリット賞                   | 特別賞                          |                                                            | 受賞       | [ 36 ]        |
| 第30回サンタバーバラ国際映画祭                           | 年間最優秀演技賞                | スティーヴ・カレル                                         | 受賞       | [ 37 ]        |
| 第19回サテライト賞                                       | 主演男優賞                      | スティーヴ・カレル                                         | ノミネート | [ 38 ]        |
| 第19回サテライト賞                                       | 助演男優賞                      | マーク・ラファロ                                           | ノミネート | [ 38 ]        |
| 第21回全米映画俳優組合賞                                 | 主演男優賞                      | スティーヴ・カレル                                         | ノミネート | [ 39 ]        |
| 第21回全米映画俳優組合賞                                 | 助演男優賞                      | マーク・ラファロ                                           | ノミネート | [ 39 ]        |
| 第87回アカデミー賞                                       | 監督賞                          | ベネット・ミラー                                           | ノミネート |               |
| 第87回アカデミー賞                                       | 脚本賞                          | ダン・フッターマン                                         | ノミネート |               |
| 第87回アカデミー賞                                       | 主演男優賞                      | スティーヴ・カレル                                         | ノミネート | [ 40 ]        |
| 第87回アカデミー賞                                       | 助演男優賞                      | マーク・ラファロ                                           | ノミネート | [ 40 ]        |
| 第87回アカデミー賞                                       | メイクアップ&ヘアスタイリング賞 | ビル・コルソ                                               | ノミネート |               |